# WindowBase
WindowBase era un sistema de gestión de base de datos relacionales (SGBD) desarrollado por Software Products International como el sucesor natural de su famoso gestor para MS-DOS Open Access. Anunciada en 1991 es presentado en Europa en el CeBIT 1992 siendo inicialmente distribuida por las filiales europeas de SPI.
SPI respondía así a la competencia creciente de aplicaciones que ya venían explotando las ventajas de la interfaz gráfica de usuario (GUI) de Microsoft Windows 3.x, demanda que acabaría acaparando el propio Microsoft con Microsoft Access. Costaba 495 dólares (695 $ con el SDK para C).
Incorporaba funcionalidades Dynamic Data Exchange (DDE), un software development kit con C y C++ y soporte SQL. En cuanto a la interfaz, además de personalización de menús brindaba al usuario no experto herramientas de ayuda para representar de forma gráfica los criterios de sus consultas: botones de selección, controles editables, barras de desplazamiento y casillas de verificación, además de un sistema en línea de ayuda sensible al contexto. También se incluían plantillas predefinidas de formularios de pantalla y de informes impresos.
Los datos podían exportarse o importarse gracias a conexiones con los principales formatos de archivo: dBase, Btrieve o el propio Open Access-GBD. En monopuesto era compatible con Microsoft SQL Server.
En 1994 se presenta la versión 2.0 a un precio de 495 dólares la nueva licencia, 79 dólares por el pack opcional de conectividad xBase, y 149 dólares por actualizaciones. En España es distribuida por Sedyco, empresa que se hizo cargo del soporte de los clientes de SPI tras del cierre de SPI Ibérica. Esta empresa lo traduce al idioma español con vistas a comercializarlo también en Hispanoamérica y lo comercializa a un precio inicial de 19.900 pesetas.